# 12-es busz (Sopron)
A soproni 12-es jelzésű autóbusz Jereván lakótelep és Kőszegi út, Sarudi utca végállomások között közlekedik.

## Története
Az 1990-es években ezen a vonalon a 2-es busz betétjárataként 2A jelzésű busz közlekedett az autóbusz-állomástól Nyugatmajorig (ez ma a 12-es busz Kőszegi úti végállomása).
 2001-ig a 12-es busz tavasztól őszig a Lőver Campingig közlekedett, az év többi részében csak a Kőszegi útig (a mostani végállomásáig), ilyenkor teljes egészében megegyezett az útvonala a 12A járatéval. Miután a 12-es busz már egész évben nem ment fel a Lőver Campingbe, így a 12A busz végállomása a Jereván lakótelep helyett a Lackner Kristóf utca, autóbusz-állomás lett. 2003 tavaszán az Ógabona tér 14. (most: Ógabona tér, Újteleki utca) megállótól indult egy betétjárat 12C jelzéssel, azonban az alacsony kihasználtság miatt a néhány héttel később életbe lépett új menetrenddel egyidőben megszűnt.
 2015. december 12-ig a 12-es és a 12A jelzésű autóbuszok a jelenlegi Ógabona tér helyett, mindkét irányban a Várkerületen át közlekedtek. Az útvonalak módosítására az új várkerületi ütemes menetrend kialakítása miatt volt szükség, amelybe ezen járatokat nem tudták beilleszteni.
 2022. október 22-től Sopron város önkormányzatának döntése alapján, az energiaválság következtében jelentős menetrendi változások és járatritkítások léptek érvénybe. A módosítások értelmében a 12-es busz indulásait is jelentősen csökkentették, valamint a 12A jelzésű busz a továbbiakban nem közlekedik. A 12-es járat munkanapokon és szombat délelőttönként 60, munkaszüneti napokon 120 percenként közlekedik.
 2024. december 15-től új betétjárat indult 12B jelzéssel, amely betér a Sopron Plázához is az Auchan áruház vásárlóinak kiszolgálása érdekében. Az új járat elindulásával a 12-es busz csak reggel és este közlekedik, napközben a 12B busszal lehet utazni. Ünnepnapokon, amikor az áruház zárva tart, egész nap a 12-es busz jár.

## Útvonal
| Jereván lakótelep → Kőszegi út, Sarudi utca |
| --- |
| Jereván lakótelep végállomás – IV. László király utca – Juharfa út – Teleki Pál út – Lackner Kristóf utca – Ógabona tér – Petőfi tér – Széchenyi tér – Erzsébet utca – Állomás utca – Mátyás király utca – Csengery utca – Batsányi utca – Béke út – Barátság park – József Attila utca – Vasvári Pál utca – Vas Gereben utca – Felsőbüki Nagy Pál utca – Kőszegi út – Kőszegi út, Sarudi utca végállomás |

| Kőszegi út, Sarudi utca → Jereván lakótelep |
| --- |
| Kőszegi út, Sarudi utca végállomás – Kőszegi út – Felsőbüki Nagy Pál utca – Vas Gereben utca – Vasvári Pál utca – József Attila utca – Barátság park – Béke út – Batsányi utca – Csengery utca – Erzsébet utca – Állomás utca – Mátyás király utca – Széchenyi tér – Petőfi tér – Ógabona tér – Lackner Kristóf utca – Teleki Pál út – Juharfa út – Jereván lakótelep végállomás |

## Megállóhelyek
| Távolság (km) | Idő (perc) | Megállóhely neve / korábbi neve(i)         | Idő (perc) | Távolság (km) | Átszállási lehetőségek | Fontosabb nevezetességek, helyek, áruházak és intézmények a közelben |
| ------------- | ---------- | ------------------------------------------ | ---------- | ------------- | --- | --- |
| 0             | 0          | Jereván lakótelep                          | 19         | 5,9           | 1, 2, 5, 5A, 5Y, 7, 7B, 7T, 10, 10B, 10Y, 11, 11B, 11Y, 12B, 13, 17, 27, 27A, 27B, 27T                                                                                          | Helyi buszvégállomás |
| 0,3           | 1          | Juharfa út 16.                             | 18         | 5,7           | 1, 2, 5Y, 7, 7B, 7T, 11Y, 12B, 13, 13B, 17, 27, 27B, 27T | |
| 0,7           | 2          | Teleki Pál út 2.                           | 17         | 5,3           | 1, 2, 3Y, 5, 5A, 5B, 5Y, 7, 7A, 7B, 7T, 10, 10B, 10Y, 11Y, 12B, 13, 13B, 17, 27, 27A, 27B, 27T                                                                                  | McDonald’s étterem Sopron Pláza Káposztás utcai Stadion Ibolya-tó |
| 1,5           | 4          | Lackner Kristóf utca, autóbusz-állomás     | 16         | 4,7           | 1, 2, 3, 3Y, 4, 5, 5A, 5B, 5T, 5Y, 7, 7A, 7B, 7T, 8, 10, 10B, 10Y, 11Y, 12B, 13, 13B, 14, 14B, 15, 15A, 17, 21, 27, 27A, 27B, 27T, 32, 33 Helyközi és távolsági autóbuszjáratok | Soproni autóbusz-állomás Soproni Rendőrkapitányság Káposztás utcai Stadion INTERSPAR áruház Vásárcsarnok                                                                                        |
| 1,8           | 5          | Ógabona tér, Újteleki utca Ógabona tér 14. | 14         | 4,2           | 1, 2, 3Y, 4, 5, 5A, 5B, 5T, 7, 7A, 7B, 7T, 10, 10B, 10Y, 11Y, 12B, 13, 14, 14B, 15, 15A, 32, 33                                                                                 | Tűztorony Városháza Szentháromság-szobor Szent György-templom |
| –             | –          | Széchenyi tér                              | 12         | 3,7           | 1, 2, 3Y, 4, 5, 5A, 5B, 5T, 7, 7A, 7B, 7T, 10, 10B, 10Y, 11, 11A, 11B, 11Y, 12B, 13B, 14, 14B, 15, 15A, 22, 27, 27A, 27B, 27T, 27Y, 32, 33                                      | Liszt Ferenc Konferencia- és Kulturális Központ Soproni Petőfi Színház Posta Soproni Szent Júdás Tádé-templom SOE Lámfalussy Sándor Közgazdaságtudományi Kar Európa leghosszabb tere – Deák tér |
| 2,3           | 7          | Erzsébet utca                              | –          | –             | 1, 2, 3Y, 4, 5, 5A, 5B, 5T, 7, 7A, 7B, 7T, 10, 10B, 10Y, 11, 11A, 11B, 11Y, 12B, 13B, 14, 14B, 15, 15A, 22, 27, 27A, 27B, 27T, 27Y, 32, 33                                      | Liszt Ferenc Konferencia- és Kulturális Központ Soproni Petőfi Színház Posta Soproni Szent Júdás Tádé-templom SOE Lámfalussy Sándor Közgazdaságtudományi Kar Európa leghosszabb tere – Deák tér |
| –             | –          | Mátyás király utca, Deák tér               | 11         | 3,3           | 1, 2, 3Y, 4, 5, 5A, 5B, 5T, 7, 7A, 7B, 7T, 10, 10B, 10Y, 11, 11A, 11B, 11Y, 12B, 27Y, 32                                                                                        | Liszt Ferenc Konferencia- és Kulturális Központ Soproni Petőfi Színház Posta Soproni Szent Júdás Tádé-templom SOE Lámfalussy Sándor Közgazdaságtudományi Kar Európa leghosszabb tere – Deák tér |
| 2,9           | 9          | GYSEV pályaudvar                           | 9          | 3,1           | 1, 2, 3Y, 4, 5, 5A, 5T, 7, 7A, 7B, 7T, 10, 10B, 10Y, 11, 11A, 11B, 11Y, 12B, 22, 27, 27A, 27B, 27T, 27Y, 32 Helyközi és távolsági autóbuszjáratok                               | Sopron vasútállomás GYSEV Zrt. SPAR szupermarket |
| 3,3           | 11         | Csengery utca, Elzett-udvar                | 8          | 2,7           | 1, 2, 3Y, 4, 10, 10B, 10Y, 11Y, 12B | Soproni Kereskedelmi és Iparkamara Európa leghosszabb tere – Deák tér |
| 3,6           | 13         | Béke út                                    | 6          | 2,4           | 11Y, 12B | |
| 4,3           | 14         | József Attila lakótelep                    | 4          | 1,8           | 11Y, 12B | SVSE sporttelep Posta |
| 4,6           | 15         | Felsőbüki Nagy Pál utca 36.                | 3          | 1,4           | 11Y, 12B | |
| 5,1           | 16         | Felsőbüki Nagy Pál utca 70.                | 2          | 1,0           | 12B, 32 | |
| 5,5           | 17         | Kőszegi út 62.                             | 1          | 0,4           | 12B, 32 | |
| 5,9           | 18         | Kőszegi út, Sarudi utca Kőszegi út         | 0          | 0             | 12B, 32 | Citadella park Lővér kemping (VOLT Fesztivál) |